# قائمة الدول المتخذة الإسبانية لغة رسمية

لغة رسمية
لغة رسمية مشتركة

هذه قائمة بالدول التي تعدّ اللغة الإسبانية لغة رسمية فيها، ولكنها قد لا تكون بالضرورة اللغة الرسمية الوحيدة في بعض هذه الدول. يشار إلى أن اللغة الإسبانية انتشرت في العالم بسبب التوسع الاستعماري الإسباني خلال القرون الماضية.

## دول مستقلة
| الرقم | الدولة              | عدد الناطقين |
| ----- | ------------------- | ------------ |
| 1     | المكسيك             | 108,700,891  |
| 2     | الولايات المتحدة    | 58,000,000   |
| 3     | كولومبيا            | 45,600,000   |
| 4     | إسبانيا             | 45,116,894   |
| 5     | الأرجنتين           | 39,921,833   |
| 6     | فنزويلا             | 28,674,757   |
| 7     | بيرو                | 28,674,757   |
| 8     | تشيلي               | 16,598,074   |
| 9     | الإكوادور           | 13,850,000   |
| 10    | غواتيمالا           | 12,800,000   |
| 11    | كوبا                | 11,382,820   |
| 12    | جمهورية الدومينيكان | 9,183,984    |
| 13    | هندوراس             | 7,326,496    |
| 14    | بوليفيا             | 8,857,870    |
| 15    | إلسالفادور          | 6,948,073    |
| 16    | نيكاراغوا           | 5,603,000    |
| 17    | باراغواي            | 6,158,000    |
| 18    | كوستاريكا           | 4,328,000    |
| 19    | أوروغواي            | 3,323,906    |
| 20    | بنما                | 3,320,000    |
| 21    | غينيا الإستوائية    | 1.308.974    |
|       | المجموع             | 406,873,355  |

في عام 1973 ألغيت الإسبانية كلغة رسمية في الفلبين وألغيت كذلك كلغة إلزامية عام 1987. وفي 8 أغسطس 2007 أعلنت رئيسة الفلبين غلوريا ماكاباغال أرويو أن الحكومة الفلبينية طلبت مساعدة إسبانيا ضمن إطار خطتها الرامية إلى إعادة اللغة الإسبانية كلغة إجبارية في مدارس البلاد. وليس من الواضح بعد فيما إذا كانت الفلبين تعتزم إعادة الإسبانية كلغة رسمية لها.
| الترتيب | البلد | تعداد السكان |
| ------- | ----- | ------------ |
| 1       | فلبين | 87,857,473   |

## أقاليم مستقلة
بعد هزيمة إسبانيا في الحرب ضد الولايات المتحدة فيما يعرف بالحرب الأمريكية الإسبانية أواخر القرن التاسع عشر، تخلت إسبانيا بموجب إتفاقية باريس عن عدة اقاليم كانت تسيطر عليها في المحيط الهادئ لصالح الولايات المتحدة. و بالتالي فقد ألغي ترسيم واستخدام اللغة الإسبانية في تلك الجزر. تتضمن هذه الاقاليم جزر الماريانا، بالاو، غوام وجزيرة كارولاين. فيما ظلت الإسبانية هي اللغة الرسمية الأولى في بورتو ريكو ويتحدثها كافة الشعب كلغة أم. تعتبر اللغة الإسبانية اللغة الأم لحوالي 65% من السكان في دولة بليز لكنها لا تعتبر لغة رسمية.
| الترتيب | البلد                | تعداد السكان | الوضع السياسي                                          |
| ------- | -------------------- | ------------ | ------------------------------------------------------ |
| 1       | بورتوريكو            | 3,944,259    | بورتوريكو هي إحدى الكومنولثات التابعة للولايات المتحدة |
| 2       | بليز                 | 387 879      |                                                        |
| 3       | غوام                 | 162,742      |                                                        |
| 4       | جزر ماريانا الشمالية | 56.882       |                                                        |
| 5       | بالاو                | 17,907       |                                                        |
| 6       | الصحراء الغربية      | 582000       | دولة من البوليساريو تتبع للمغرب و تحاول الاستقلال      |

## دول أخرى
اللغة الإسبانية تتمتع أيضاً بوضع خاص في عدة دول أخرى حول العالم، فقد لاتعدّ لغة رسمية فيها ولكن استعمالها يتم بشكل ملحوظ في النظام التعليمي على سبيل المثال وفي الأعلام وأحياناً في الأوراق الرسمية أيضاً، تلك الدول هي:
- كوراساو
- المغرب
- البرازيل
- جبل طارق
- إسرائيل
- ترينيداد وتوباغو
- أندورا
- الفاتيكان.

وتوجد أيضاً أربع دول أو مقاطعات تستخدم الإسبانية الكريولية أو البابيامينتو أو الشامورو كلغة رسمية، وهي:
- أروبا.
- جزر الأنتيل الهولندية.
- غوام
- جزر ماريانا الشمالية.